# Mellansels folkhögskola
Mellansels folkhögskola är en folkhögskola i Mellansel i Örnsköldsviks kommun i Ångermanland.
Skolan drivs av Föreningen Mellansels folkhögskola i samverkan med Svenska kyrkan i Härnösands stift och Evangeliska Fosterlands-Stiftelsen. Skolans huvudbyggnad är ett före detta tingshus, som har renoverats och hyser 20 moderna rum för eleverna. Mellansels folkhögskola är en av de fyra svenska folkhögskolor som utbildar kantorer. I utbildningsutbudet ingår även musikkurser inom andra genrer samt Svenska kyrkans grundkurs, allmänna linjer och trafiklinje för personer med inlärningssvårigheter.